# Вукотич, Александр Николаевич
Александр Николаевич Вукотич (28 февраля 1890, Кишинёв, Бессарабская губерния — 1938) - русский и советский офицер, один из создателей ПВО РККА. Первый начальник Севастопольской школы зенитной артиллерии. Уволен из РККА в 1931 году за происхождение, репрессирован и расстрелян в 1938 году. Реабилитирован в 1958 году.

## Биография
Родился 28 февраля 1890 года в Кишинёве в семье потомственных дворян Херсонской губернии.

### В Русской императорской армии
Окончил Одесский кадетский корпус в 1908 году. Нижний чин - 1.09.1908. Окончил Константиновское артиллерийское училище по 1-му разряду в 1911 году. Подпоручик - 6.08.1911 (со старшинством с 6.08.1909). Женат первым браком, детей нет (на 1.01.1914). 6 августа 1911 года портупей-юнкер Вукотич произведён в подпоручики и зачислен в 3-й Владивостокский крепостной артиллерийский полк. Поручик - 31 августа 1913 (со старшинством 6.08.1913). На 1.01.1914 - полковой адъютант (с 20.03.1913) 3-го Владивостокского крепостного артиллерийского полка, в кампаниях не участвовал. На 1 января 1914 года женат первым браком, детей нет. Согласно секретного предписания Начальника Артиллерии Владивостокской крепости от 4.11.1914 №895 и приказа по Артиллерии Владивостокской крепости от 6.11.1914 №221 командирован в крепость Кронштадт, куда и убыл 11 ноября 1914 года. С 18.12.1914 – младший офицер в 11-й роте 2-го Кронштадтского крепостного артиллерийского полка (по состоянию на 1.01.1915). В 1916-1917 годах поручик в 8-м отдельном полевом тяжёлом артиллерийском дивизионе, награждён.

### В РККА
В 1919 года - секретарь технического руководителя артиллерии особого назначения РККА. С 1 июня 1919 года Заведующий формированием зенитных батарей РККА, приступил к исполнению обязанностей с 16.06.1919. В июне 1921 - уволен с должности Заведующего формированием зенитных батарей РККА в связи с её ликвидацией, назначен преподавателем Повторной артшколы среднего комсостава артиллерии особого назначения Республики.
Вукотич Александр Николаевич в соответствии с § 1 приказа по Повторной артшколе № 85 от 7 сентября 1921 года был принят на должность приватного преподавателя Повторной артшколы. Преподавал предметы: «Подготовка к стрелковым упражнениям ЗАОН»; «Артиллерия и приборы»; «Действия при орудии». Вукотич – один из наиболее авторитетных специалистов зенитной артиллерии Первой мировой, зенитчик ПВО Петрограда, подполковник РИА. Один из первых организаторов научной разработки вопросов строительства Зенитной артиллерии в РККА. С декабря 1923 года - начальник Управления зенитной артиллерии особого назначения Артиллерии особого назначения РККА (Упразазенфора). В Повторной артшколе преподавал до конца декабря 1922 года. Затем служил начальником Противосамолетной артиллерии, начальником Зенитной артиллерии, помощником Инспектора артиллерии РККА. Автор книг и учебных пособий.
Военный историк д.и.н. А. Ю. Лашков считает А. Н. Вукотича одним из создателей теоретических основ развития советских ПВО.
С октября 1927 по 9 апреля 1931 года - начальник Севастопольской школы зенитной артиллерии.
По приказу Реввоенсовета СССР от 16 августа 1927 года функционировавшие в Севастополе Курсы усовершенствования командного состава зенитной артиллерии РККА переформировывались в Школу зенитной артиллерии, при ней также должны были действовать Курсы усовершенствования и доподготовки командного состава зенитной артиллерии. Первым начальником нормальной школы зенитной артиллерии и одновременно начальником КУКС был назначен А. Н. Вукотич. В этой школе работали видные преподаватели того времени Н. А. Бородачев, К. В. Заремба и другие. Они внесли значительный вклад в разработку теории стрельбы и боевого применения зенитной артиллерии. Первый выпуск новой школы уже из 156 человек состоялся в сентябре 1929 года. В 1930 году школу окончил будущий генерал армии С. М. Штеменко. Всего в 1924—1933 годах в КУКС зенитной артиллерии было произведено 22 выпуска общей численностью 2200 слушателей.
Должность его соответствовала служебной категории командира корпуса (К12), но звание комкор, созданное в 1935 году, он не получил. Во время чисток РККА от классово чуждого элемента в 1931 году был уволен из РККА по ст. 679 (увольнение по несоответствию, обусловленному моральными и политическими причинами). В 1938 году - преподаватель "по вольному найму" на КУКС зенитной артиллерии в Евпатории.
В 1938 году был арестован НКВД, 29 марта 1938 приговорен к расстрелу. Военная коллегия Верховного суда СССР ввиду отсутствия состава преступления отменила приговор военного трибунала Харьковского военного округа от 29 марта 1938 года, которым Вукотич был приговорен к высшей мере наказания с конфискацией имущества. Приказом Министра обороны СССР № 02265 от 13 сентября 1958 года пункт приказа РВС от 1931 об увольнении по статье 679 также отменен.

## Награды
Награждён:
- орден Святого Станислава 3 ст. - 1916.
- орден Святой Анны 3 ст. - 1917.